# Ophiurothamnus eleaumei
Ophiurothamnus eleaumei är en ormstjärneart som beskrevs av Colonel O'Hara och Sabine Stöhr 2006. 
Ophiurothamnus eleaumei ingår i släktet Ophiurothamnus och familjen knotterormstjärnor. Inga underarter finns listade i Catalogue of Life.